# Micryletta erythropoda
Espèce
Synonymes
- Microhyla erythropoda Tarkhnishvili, 1994

Statut de conservation UICN

 DD  : Données insuffisantes
Micryletta erythropoda est une espèce d'amphibiens de la famille des Microhylidae.

## Répartition
Cette espèce est endémique du Sud du Viêt Nam. Elle n'est connue que dans sa localité type, Ma Da forest, dans la province de Đồng Nai, mais pourrait avoir une distribution plus large,.

## Description
Micryletta erythropoda mesure 26 à 27 mm.

## Publication originale
- Tarkhnishvili, 1994 : Amphibian communities of the Southern Viet Nam: Preliminary data. Journal of the Bengal Natural History Society, N.S., vol. 13, p. 3-62.